# Феллаг, Мохамед
Мохамед Саид Феллаг (бербер. ⵎⵄⵁⴰⵏⴸ ⵚⴰⵉⴸ ⴼⴻⵍⴰⴴ; род. 31 марта 1950, Азеффун) — алжирский актёр театра и кино, писатель и телеведущий. Популярен на родине, в Канаде, Франции и США. В кино наиболее известен по роли мягкого школьного преподавателя Башира Лазара в драме «Господин Лазар», принёсшей ему национальную премию «Джини» за лучшую мужскую роль.

## Биография
Родился 31 марта 1950 года в берберской семье в городе Азеффун, что в северном Алжире. Мальчику было четыре года, когда началась война за независимость Алжира. В 1958 году поступил в среднюю школу, где на начальном уровне узнал французский, английский и несколько диалектных арабских языков.
Питая страсть к кинематографу, Феллаг приступил к отчаянным попыткам стать актёром. После окончания курсов по английскому языку в 1966 году принят в алжирский Национальный институт драматического искусства. Получив высшее образование, с 1973 по 1978 года гастролировал по Алжиру с различными театральными труппами. В том же году переехал в Квебек, где проживал до 1982 года.
В 1983 году Феллаг попал в Париж, двумя годами спустя вернулся на родину, где играл во многочисленных постановках. Примерно в то же время начал карьеру монологиста. Излюбленными темами актёр выбрал критику действующего правительства и возвышение исламистов. В сентябре 1993 года занял пост директора Государственного театра в Беджае. Бесстрашный Феллаг зашёл с монологами слишком далеко и в 1995 году, в одном из театров Туниса, где он выступал, была заложена бомба. Жертв не было, но актёр решил вернуться во Францию, где снимался в кино, опубликовал несколько книг и пьес.
В 2011 году карьера Феллага дала новый поворот — на экраны кинотеатров вышла драма Филиппа Фалардо «Господин Лазар», где актёр исполнил главную роль школьного учителя Башира Лазара. Картина имела огромный успех в Канаде, где была удостоена множества призов, включая «Джини» самому Феллагу за лучшую мужскую роль, и в США, где была представлена к номинации на премию «Оскар» за лучший фильм на иностранном языке. 
В данный момент гастролирует по небольшим городкам Франции, сотрудничает с местным телевидением, ведёт несколько телешоу.

### Личная жизнь
Мохамед Феллаг более 40 лет женат на французской актрисе Марианн Эпин, детей у супругов нет.

## Фильмография

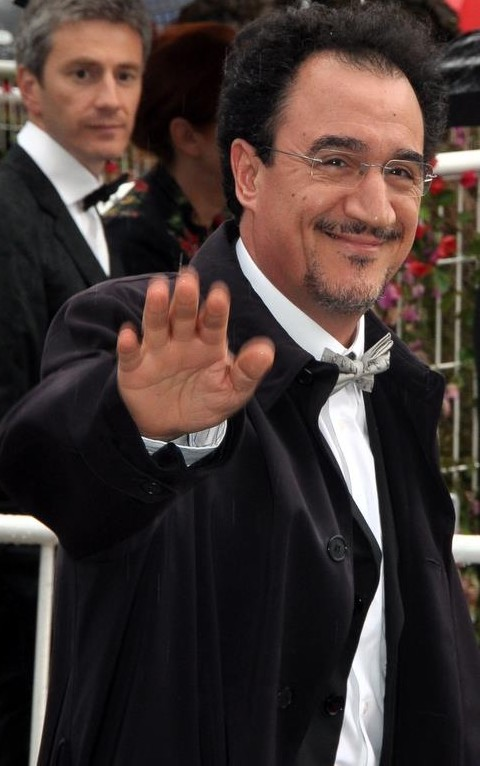
Мохамед Феллаг на 65-м Каннском кинофестивале, май 2012

| Год  |    | Русское название               | Оригинальное название         | Роль                             |
| ---- | -- | ------------------------------ | ----------------------------- | -------------------------------- |
| 1983 | ф  | Свобода, ночь                  | Liberté, la nuit              | Моханд                           |
| 1998 | ф  | Ребёнок из Чаабы               | Le Gone du chaâba             | Бузи                             |
| 2002 | ф  | Кровавые цветы                 | Fleurs de sang                | Али                              |
| 2005 | ф  | Сосед, соседка                 | Voisins, voisines             | мистер Малуф                     |
| 2005 | тф | Рисовая улица                  | Rue des figuiers              | Марфуз                           |
| 2007 | ф  | Мишу из Д'Обера                | Michou d'Auber                | Акли                             |
| 2007 | ф  | Близкие враги                  | L'ennemi intime               | Идир Данун                       |
| 2008 | тф | Нужно спасти Саида             | Il faut sauver Saïd           | отец                             |
| 2008 | тф | Вдова с татуировками           | La veuve tatouée              | Давид                            |
| 2009 | ф  | Барон                          | Les Barons                    | «R.G.»                           |
| 2010 | ф  | Ни поменять, ни пустить заново | Ni reprise, ni échangée       | Жерар                            |
| 2010 | ф  | Верхний этаж, левое крыло      | Dernier étage, gauche, gauche | Моханд                           |
| 2010 | ф  | Ветчина осталась?              | Il reste du jambon ?          | Махмуд Будо                      |
| 2011 | мф | Кот раввина                    | Le chat du rabbin             | шейх Мохаммед Сфар (озвучивание) |
| 2011 | ф  | Господин Лазар                 | Monsieur Lazhar               | Башир Лазар                      |
| 2012 | мф | Зарафа                         | Zarafa                        | Махмуд (озвучивание)             |
| 2012 | ф  | Это как день посреди ночи      | Ce que le jour doit à la nuit | Мохамед                          |

## Награды
- 1998 — приз Союза театральных критиков Франции за лучшую мужскую роль.
- 2003 — приз имени Рэймонда Дево за продвижение французского языка в зарубежных странах.
- 2012 — премия «Джини» за лучшую мужскую роль («Господин Лазар»).
- 2012 — приз международного кинофестиваля «РиверРан» лучшему актёру («Господин Лазар»).
- 2012 — номинация на премию круга кинокритиков Ванкувера за лучшую мужскую роль в канадском кинофильме («Господин Лазар»).